# Hortensia Saga
Hortensia Saga (オルタンシア・サーガ -蒼の騎士団-?, Orutanshia Saga: Ao no kishidan) è un videogioco di ruolo giapponese del 2015 sviluppato da f4Samurai e pubblicato dall'agenzia Sega. Un adattamento manga, scritto pure da f4Samurai e disegnato da Pon Jea e Seiji, è stato serializzato dalla casa editrice Media Factory dal 27 marzo 2020. Un adattamento anime, prodotto dallo studio Liden Films, è andato in onda dal 7 gennaio al 25 marzo 2021.

## Trama
La serie è ambientata nel regno di Hortensia, una nazione che ha conosciuto la pace per circa 700 anni come risultato di essere protetta dall'invasione degli stati tributari di Olivier e Camelia. Tuttavia, il quinto giorno del 12º mese dell'anno 767 del Calendario del Re, Camelia esplode in una violenta ribellione e appaiono demoni mostruosi, e il regno di Hortensia è immerso in un vortice di guerra. La storia segue un gruppo di giovani cavalieri i cui destini sono coinvolti nel tragico conflitto.

## Personaggi
Alfred Albert (アルフレッド・オーベル?, Arufureddo Ōberu)
Doppiato da: Yoshimasa Hosoya
Alfred è il protagonista della serie. Ha una testa a mandorla, capelli castani e occhi cerulei. Indossa un mantello esterno bianco con finiture blu e un interno blu, una spallina in metallo, bracciali marrone scuro e un vestito bianco e blu con il simbolo Hortensia nella parte anteriore. Inoltre, indossa pantaloni marrone scuro, stivali marroni e una cintura. Legata al suo fianco sinistro c'è una spada. Noto per essere una persona reticente ed emotivamente riservata, si dice anche che abbia una personalità calma e gentile.
Marius Casterede (マリユス・カステレード?, Mariyusu Kasuterēdo)
Doppiata da: Yui Horie
Mariyus è una donna che ha gli occhi verdi e lunghi capelli biondi legati all'indietro. Indossa una giacca con cappuccio principalmente blu e bianco. La sua vera identità è la principessa Marielle D'Hortensia, fuggita con l'aiuto di Maurice Baudelaire durante l'assedio di Hortensia. Mariyus è protettiva nei confronti dei suoi amici e odia perdere. Ha un forte senso della giustizia e non sopporta di vedere le persone soffrire.
Maurice Baudelaire (モーリス・ボードレール?, Mōrisu Bōdorēru)
Doppiato da: Kenjirō Tsuda
Maurice è un uomo con i capelli grigio antracite ben pettinati insieme a una barba e un occhio blu mare. Indossa una benda sull'occhio sinistro, una giacca corta blu scuro con finiture viola su una giacca beige anch'essa con finiture viola. Sulla spalla sinistra indossa un metallo bianco con spalline dorate, pantaloni verde foresta e stivali di colore nero e beige con ginocchiere in metallo. Conosciuto per la sua personalità dinamica e dal sangue caldo, Maurice, tuttavia, è noto per essere l'uomo più calmo in qualsiasi battaglia, in cui combatte.
Nonnoria Foly (ノンノリア・フォリー?, Nonnoria Forī)
Doppiata da: Reina Ueda
Nonnoria è una cameriera che ha lunghi capelli castani fulvi in code e occhi di cavallo gemelli. Indossa un tipico abito da cameriera insieme a un nastro color pesca legato intorno alla vita. Avendo un carattere allegro, Nonnoria è anche noto per divertirsi a praticare il gioco della spada con Alfred. Inoltre, nonostante il suo carattere apparentemente innocente e laborioso, può essere piuttosto maliziosa.
Qoo Morimoru (クー・モリモル?, Kū Morimoru)
Doppiato da: Aya Uchida
Qoo è una creatura misteriosa che sembra assomigliare ad una volpe. Ha una pelliccia azzurra e bianca, occhi color oro con pupille a forma di diamante e una soffice coda bianca. Indossa un copricapo color bronzo, un mantello viola con finiture dorate e che è tenuto insieme da una spilla blu a forma di diamante con fronzoli sul fondo. Intorno alla vita c'è una cintura marrone con una sacca attaccata ad essa e una campana indossata intorno alla coda. Non si sa molto del carattere di Qoo, tuttavia, avverte Fernando Albert quando la vita del re è in pericolo.
Deflotte Danois (デフロット・ダノワ?, Defurotto Danowa)
Doppiato da: Yūichirō Umehara
Deflotte è un uomo che ha lunghi capelli e occhi blu notte spettinati. Indossa un'armatura di ferro, pantaloni grigi e stivali marroni alti fino alla coscia. Deflotte ha una personalità birichina e sempre ottimista. Lui, tuttavia, ha una posizione riservata sulle donne e ritiene che sia scortese cercare di convincerlo a flirtare con una bella donna.
Adelheid Olivier (アーデルハイド・オリヴィエ?, Āderuhaido Orivie)
Doppiata da: Yū Kobayashi
Adelheid è una donna che porta i capelli castani di media lunghezza mentre copre l'occhio destro e ha gli occhi lilla. Indossa bracciali verdi in metallo con guanti attaccati e una spallina sulla spalla sinistra, leggings di colore abbinato, un vestito beige, con fodera dorata, e un mantello di colore abbinato. È nota per il suo autocontrollo e per trattare gli altri con un atteggiamento risoluto.
Leon D. Olivier (レオン・D・オリヴィエ?, Reon D Orivie)
Doppiato da: Tetsuya Kakihara
Leon è un uomo che ha i capelli biondo platino e gli occhi castani. Indossa un mantello di colore beige sopra un vestito di colore beige e verde e stivali di metallo verde. Sul fianco sinistro porta una lunga spada. Leon è un cavaliere che detiene il titolo di Cavaliere del Tempio che lo rende il cavaliere più forte del Regno di Hortensia. Le sue imprese sono conosciute non solo in tutto il regno, ma anche nei paesi vicini. Anche se è una figura famosa.
Fernando Albert (フェルナンド・オーベル?, Ferunando Ōberu)
Doppiato da: Takehito Koyasu
Fernando è un uomo che ha i capelli castani e una barba di colore abbinato, i suoi occhi sono azzurri. Indossa un mantello blu navy con fodera dorata e un colletto bianco sopra un vestito bianco e blu con il simbolo del regno al centro e stivali di metallo. Viene ritenuto uno dei cavalieri più forti del paese.
Rugis F. Camellia (ルギス・F・カメリア?, Rugisu F Kameria)
Doppiato da: Kenji Nomura
Rugis è un cavaliere che ha lunghi capelli castano cenere, occhi dorati e una cicatrice facciale sul lato destro. Indossa un'armatura di metallo con fodera dorata adornata da un mantello marrone scuro e un colletto di pelliccia e un mantello rosso scarlatto. Conosciuto per la sua personalità innocente e coraggiosa, che gli ha fatto guadagnare grande rispetto da parte dei suoi sudditi.

## Media

### Videogioco
Il videogioco è intitolato Hortensia Saga: Ao no kishidan (オルタンシア・サーガ -蒼の騎士団-?, Orutanshia Sāga: Ao no kishidan) ed è uscito in Giappone il 22 aprile 2015 nelle piattaforme Android e IOS. È stato sviluppato da f4Samurai e pubblicato dall'agenzia giapponese Sega.

### Manga
Quasi cinque anni dopo l'uscita del videogioco è stato creato un adattamento manga, scritto pure da f4Samurai e disegnato da Pon Jea e Seiji, che è stato distribuito dal 27 marzo 2020 sulla rivista Monthly Comic Alive dalla casa editrice Media Factory. 

#### Volumi
| Nº | Data di prima pubblicazione | Data di prima pubblicazione | Data di prima pubblicazione |
| Nº | Giapponese                  | Giapponese                  |                             |
| -- | --------------------------- | --------------------------- | --------------------------- |
| 1  | 23 dicembre 2020            | ISBN 978-4-04-064706-7      |                             |
| 2  | 21 gennaio 2021             | ISBN 978-4-04-680140-1      |                             |

### Anime
Un adattamento anime, prodotto dallo studio Liden Films, è stato annunciato il 28 dicembre 2019. La serie è stata diretta da Yasuto Nishikata e scritta da Rintarō Ikeda, con il character design di Takayuki Onoda e la colonna sonora di Zenta. È andato in onda dal 7 gennaio al 25 marzo 2021 su Tokyo MX, CBC, BS11, AT-X e YTV. La sigla di apertura è Leader interpretata da My First Story. Mafumafu ha eseguito la prima sigla finale Yasō to hakuchūmu (夜想と白昼夢?) dall'episodio 1 al 7 e dal 9 al 12, mentre Yui Horie ha eseguito la seconda sigla finale Velo per l'episodio 8 nei panni del suo personaggio Mariel D'Ortensia.

#### Episodi
| Nº | Titolo italiano Giapponese 「Kanji」 - Rōmaji                                                                                       | In onda          | In onda |
| Nº | Titolo italiano Giapponese 「Kanji」 - Rōmaji                                                                                       | Giapponese       |         |
| 1  | Determinazione ~Il conflitto con Camellia~ 「覚悟 ～カメリアとの戦い～」 - Kakugo ～Kameria to no tatakai～                         | 7 gennaio 2021   |         |
| 2  | Ricordi ~Le leggende di Magonia~ 「記憶 ～マゴニアの伝承～」 - Kioku ～Magonia no denshō～                                          | 14 gennaio 2021  |         |
| 3  | Il riposo delle anime ~Verso il villaggio isolato~ 「鎮魂 ～隔離された村へ～」 - Chinkon ～Kakurisareta mura e～                    | 21 gennaio 2021  |         |
| 4  | Svolta ~Preludio al caos~ 「急転 ～混迷への序曲～」 - Kyūten ～Konmei e no jokyoku～                                                | 28 gennaio 2021  |         |
| 5  | Impatto ~Qualcuno da proteggere~ 「衝突 ～守られるもの～」 - Shōtotsu ～Mamorareru mono～                                           | 4 febbraio 2021  |         |
| 6  | Vero o falso ~L'onere di una principessa~ 「真偽 ～王女の重み～」 - Shingi ～Ōjo no omomi～                                         | 11 febbraio 2021 |         |
| 7  | Dilemma ~La verità svelata~ 「窮地 ～暴かれた真実～」 - Kyūchi ～Abakareta shinjitsu～                                              | 18 febbraio 2021 |         |
| 8  | La luce della fiamma ~Il ritorno della principessa~ 「灯火 ～王女の帰還～」 - Tomoshibi ～Ōjo no kikan～                            | 25 febbraio 2021 |         |
| 9  | La strega ~Una prova nel passato~ 「魔女 ～過去への試練～」 - Majo ～Kako e no shiren～                                             | 4 marzo 2021     |         |
| 10 | Scontro finale ~La marcia per la liberazione~ 「決戦 ～解放への行軍～」 - Kessen ～Kaihō e no kōgun～                               | 11 marzo 2021    |         |
| 11 | Tira e molla ~I limiti delle convinzioni~ 「攻防 ～信念の果てに～」 - Kōbō ～Shinnen no hate ni～                                   | 18 marzo 2021    |         |
| 12 | La promessa ~Ancora una volta sulla collina al tramonto~ 「約束 ～もう一度、夕日の丘で～」 - Yakusoku ～Mō ichido, yūhi no oka de～ | 25 marzo 2021    |         |